# Caro Marziano
Caro Marziano è un programma televisivo italiano di genere documentario, condotto e diretto da Pif, in onda su Rai 3.
La trasmissione si propone di mostrare storie, curiosità e reportage, sulla falsariga de Il testimone, sempre dello stesso autore.

## Il programma
(classica frase di chiusura rivolta al personaggio intervistato)
I protagonisti sono spesso persone comuni che raccontano il proprio aneddoto allo stesso conduttore. Le riprese sono, infatti, effettuate tramite una semplice videocamera tenuta dall'ideatore nonché presentatore.
Pif ha girato non solo in Italia, ma anche in altre parti del mondo, alla ricerca di curiosità da raccontare.
Ogni puntata si conclude con un messaggio dell'intervistato rivolto allo spettatore.

## Edizioni
| Edizione | Inizio          | Fine           | Puntate | Telespettatori | Share |
| -------- | --------------- | -------------- | ------- | -------------- | ----- |
| 1ª       | 15 maggio 2017  | 30 giugno 2017 | 38      |                |       |
| 2ª       | 9 gennaio 2023  | 17 marzo 2023  | 50      |                |       |
| 3ª       | 29 gennaio 2024 | 15 marzo 2024  | 35      |                |       |